# Hyperolius sheldricki
Hyperolius sheldricki es una especie de anfibios de la familia Hyperoliidae.
Es endémica de Kenia.
Su hábitat natural incluye sabanas secas, zonas secas de arbustos, praderas secas a baja altitud, ríos, pantanos, lagos de agua dulce, lagos temporales de agua dulce, marismas de agua dulce, corrientes intermitentes de agua dulce, tierra arable, pastos, jardines rurales, áreas de almacenamiento de agua, estanques y canales y diques.